# 千徳氏
千徳氏（せんとくし）または浅瀬石千徳氏（あせいしせんとくし）は陸奥国を本拠とした氏族。

## 出自
千徳氏は南部氏流一戸氏の一族、一戸行重を祖とする説（『奥南落穂集』)と、同様に南部氏分流の一戸政英を祖とする説（『千徳舘興廃実記』）とがある。
前者は戦国時代、南部氏の目代として一戸行重が千徳城主となったのが始まりだとし、
後者は土岐氏の一族で千徳城主であった土岐千徳氏・千徳次郎善勝を南部信時の家臣、桜庭光康らが滅ぼし、文亀2年(1502年)、目代として一戸政英を置いたことに始まるというものである。
岩手県宮古市の羽黒山神社棟札の「大檀那南部源朝臣千徳二郎殿、天文八年(1539年)三月六日云云」との記事や、同地黒森神社棟札の「大檀那南部右馬允源安信、同左衛門督信高、天文十年〔1541年〕六月八日云云」の記事により、当時既に一戸氏が千徳の地を領有し、南部氏一族の勢力が及んでいたことは確実である。また『宮古由来記』では千徳氏が閉伊郡黒田村を領有したのを天文21年（1552年）からだとしている。後に石川高信に従い、浅瀬石村を与えられた一族が浅瀬石氏を称した。『奥南落穂集』は浅瀬石長重を一戸行重の三男、もしくは次男としている。

## 歴史
『岩手県史』では『千徳舘興廃実記』を受けて一戸政英 - 政明 - 政吉 - 政氏と相続したとし、さらに奥南落穂集を参考にした上で、一戸行重が千徳城主となったのは千徳政吉の浅瀬石城移住後の天正9年（1581年）以後のことではないかとしている。
『奥南落穂集』などの記録によると千徳政吉の代に石川政信の補佐のため浅瀬石城主になったが天正9年（1581年）に病死、その後千徳政氏が浅瀬石城主となるも大浦為信（後の津軽為信）と同盟し、南部氏を裏切って為信の津軽統一に協力したという。
『黒石星田家文書』は一戸行重を鎌倉時代の人物とし、千徳氏の以後に繋がる系図を記しているが信憑性に欠け、そのままには信用できない。
一戸行重の次男、長重は石川高信に従って浅瀬石村を与えられ浅瀬石氏を称した。浅瀬石長重と子の長定らは浪岡城を攻撃した津軽為信と戦い討ち死にしている。しかし長定の子が生き延び、浅石清四郎と称して岩崎合戦および大坂の陣へ参陣した南部軍に従軍している。一方、千徳城に残った一戸氏一族の一戸孫三郎は、南部信直により滅ぼされたと言われている。
また、浅瀬石城に移った千徳政氏は津軽為信と同盟し、天正13年（1585年）には田舎館城主、千徳政武を攻め滅ぼしている。しかし政氏嫡子、政康の代に同盟が破綻、居城浅瀬石城を攻められ、浅瀬石千徳氏は滅亡した。一方で『永禄日記』慶長2年3月5日の項には「浅瀬石大和並、一子安芸両人堀越之城江呼寄、大勢取巻打取。三男城之介ハ先達而病死致候。其子息一人四歳ニ成しを家来引連南部江落行候。右者先年より謀反之心有之ニ付顧此度打取候由。」とあり、千徳氏は通説のような合戦ではなく、津軽氏側の謀略により殺害された可能性がある。

## 分流
『千徳舘興廃実記』は一戸政英の子として八木沢左馬助重連、津軽石信濃守行政の名を挙げるが、津軽石氏の系図ではそれを裏付けるような記述は見られず、また八木沢氏は『参考諸家系図』によれば一戸氏分流の江繋氏の一族であるとされる。